# アンドリュー・ハリソン
アンドリュー・ハリソン  (Andrew Michael Harrison  ,   1994年10月28日 - )は、アメリカ合衆国・テキサス州サンアントニオ出身のバスケットボール選手。ポジションはSG/PG。
双子のアーロン・ハリソンもバスケットボール選手。

## 来歴
テキサス州のトラビス高校時代は、双子のアーロンと共に2013年のマクドナルド・オール・アメリカンゲームやジョーダンブランド・クラシックに出場するなど、有望株として注目された。大学は名門校のケンタッキー大学に進学。2013-14シーズンはジュリアス・ランドルと共にプレーし、NCAAトーナメントのFinal 4まで進出する原動力となり、2014年のNBAドラフトにアーリーエントリーする予定だったが回避。2014-15シーズンもNCAAトーナメントでFinal 4まで勝ち上がったが、準決勝でフランク・カミンスキーとサム・デッカー擁するウィスコンシン大学に敗れた。
兄弟は2015年のNBAドラフトにアーリーエントリーを表明。アーロンは指名を受けることが出来ずも後にシャーロット・ホーネッツと契約。一方アンドリューは44位でフェニックス・サンズから指名された後にジョン・ルーアーとのトレードで権利がメンフィス・グリズリーズに移動。NBAサマーリーグを経てグリズリーズと契約したものの、プレシーズンで結果を残せずシーズン開幕前に解雇。解雇後に傘下のアイオワ・エナジーに送られ、NBA入りを目指すことになる。ハリソンは2015-16シーズンをDリーグで平均18,5得点4,9アシストの好成績を残した。
ハリソンは2016年7月のサマーリーグで再びグリズリーズの一員としてプレーし、 同月12日にグリズリーズと契約。2016-17シーズン開幕戦のミネソタ・ティンバーウルブズ戦でハリソンは前シーズンまでスターターを務めていたトニー・アレンが負傷欠場した関係で先発で起用され、開幕戦勝利に貢献した。

## その他
- ケンタッキー大学時代のチームメイトで2015年のNBAドラフトにアーリーエントリーしたメンバーに、カール＝アンソニー・タウンズ、ウィリー・コーリー＝ステイン、トレイ・ライルズ、デビン・ブッカーなどがいる。